# Paraloxopsis tuberculata
Paraloxopsis tuberculata är en insektsart som först beskrevs av Ludwig Redtenbacher 1908.  Paraloxopsis tuberculata ingår i släktet Paraloxopsis och familjen Diapheromeridae. Inga underarter finns listade i Catalogue of Life.